# Aïn Tesra
Aïn Tesra est une commune de la daïra de Ras El Oued située dans la wilaya de Bordj-Bou-Arreridj en Algérie.

## Géographie
La commune est située dans la région des Hauts-Plateaux, entre les monts Bibans au nord et la chaîne du Hodna au sud, dans un bassin agricole situé à 1 037 mètres d'altitude moyenne. Elle se trouve à 27 km au nord-est de Bordj Bou Arreridj, à environ 33 km à l'ouest de Sétif et à environ de 270 km au sud-est d'Alger.

### Localisation
| Sidi Embarek            | Bir Kasdali • Khelil |                |
| El Anasser              | Aïn Tesra            | Tixter         |
| Bordj Ghedir • Belimour | Ras el Oued          | Ouled Si Ahmed |

### Localités et lieux-dits
Les lieux-dits et écarts de Aïn Tesra sont Guemmour, Bir Aïssa, Mechta Tassera et El Arch.

### Climat
Le climat est de type semi-aride sec et froid. La température moyenne à Ain Tassera est de 13,4 °C avec des précipitations annuelles moyennes de 410 mm. Le mois de juillet est le plus chaud de l'année avec 24,1 °C de moyenne et le mois de janvier le plus froid de l'année avec une température moyenne de 4,5 °C.

### Hydrographie
La ville a été construite autour de la source de la ville, du nom de la commune, Tesra. La ville est traversée par un oued prenant sa source au sud à Ouled Brahim et se déverse dans l'oued Ksob avant le Barrage du Ksob.

## Histoire

### Préhistoire
Différents objets, tels que des armes en silex, des pointes de flèches et de lanceurs ainsi que des poteries, indique que la wilaya de Bordj Bou Arreridj était peuplé au Mésolithique et au Néolithique.

### De l'époque romaine auXIXesiècle
Durant la période de l'Empire romain la région de Bordj s'appelait « Tamanouna ». Elle est partie intégrante de la province romaine de la Maurétanie Césarienne devenue la Maurétanie Sitifienne.
Aïn Tassera s'appelait Castellum à cette periode.

## Démographie
Selon le recensement général de la population et de l'habitat de 2008, la population totale de la commune de Aïn Tesra est évaluée à 9 570 habitants. 
| 1998  | 2008  |
| ----- | ----- |
| 9 358 | 9 570 |

## Économie
Aïn Tassera est avant tout une ville agricole dont les cultures principales sont le blé et l'orge. Au niveau industriel, il y a une usine de fabrication de briques.

## Transports
La ville est traversée par la route nationale N103A du nord-ouest vers Sidi Embarek et au sud-est vers Ras el Oued, la route Wilayale W64A vers Khelil au nord-est et la route Wilayale W1 vers le sud-ouest qui rejoint la route wilayale W42 à Chenia, localité de la ville de Belimour en direction de Bordj Ghedir. La route nationale N103A croise la Route nationale 5 (à 5 km) et l'autoroute Est-Ouest au nord du territoire de la commune.
Aïn Tesra possède une gare ferroviaire qui relie les villes de Bordj Bou Arreridj à Sétif et à 30 km des gares ferroviaires de Sétif et de Bordj Bou Arreridj qui desservent Alger et Constantine. 
Elle est distante de 25 km de l'aéroport de Sétif - 08 Mai 1945.
La commune dispose d'une gare routière comprenant des taxis et des minibus à destination des villes avoisinantes.

## Éducation et santé
La ville possède une polyclinique.

## Monuments et lieux touristiques
Au niveau de Mechta Tassera se trouvent les ruines d'une église romaine.